# Copa Fed Juvenil 2014
La Copa Fed Juvenil de 2014 es la 29.ª edición del torneo de tenis junior femenino. Participan dieciséis equipos, agrupados en cuatro grupos de cuatro países.

## Participan
| - Australia - Bielorrusia - China - Ecuador | - Egipto - Eslovenia - Eslovaquia - Estados Unidos | - Francia - Hungría - Japón - México | - Paraguay - Perú - Rusia - Tailandia |

## Eliminatoria

### Grupo A
| País           | Jugados | Ganados | Perdidos | Puntos | Partidos (G-P) | Sets (G-P) | Juegos (G-P) |
| -------------- | ------- | ------- | -------- | ------ | -------------- | ---------- | ------------ |
| Estados Unidos | 3       | 3       | 0        | 3      | 9-0            | 18-1       | 114-29       |
| Bielorrusia    | 3       | 2       | 1        | 2      | 5-4            | 10-8       | 78-64        |
| China          | 3       | 1       | 2        | 1      | 4-5            | 9-10       | 75-93        |
| Perú           | 3       | 0       | 3        | 0      | 0-9            | 0-18       | 27-108       |

### Grupo B
| País      | Jugados | Ganados | Perdidos | Puntos | Partidos (G-P) | Sets (G-P) | Juegos (G-P) |
| --------- | ------- | ------- | -------- | ------ | -------------- | ---------- | ------------ |
| Rusia     | 3       | 3       | 0        | 3      | 9-0            | 18-1       | 113-30       |
| Tailandia | 3       | 2       | 1        | 2      | 6-3            | 13-8       | 96-88        |
| Paraguay  | 3       | 1       | 2        | 1      | 3-6            | 7-13       | 72-105       |
| Eslovenia | 3       | 0       | 3        | 0      | 0-9            | 2-18       | 63-121       |

### Grupo C
| País       | Jugados | Ganados | Perdidos | Puntos | Partidos (G-P) | Sets (G-P) | Juegos (G-P) |
| ---------- | ------- | ------- | -------- | ------ | -------------- | ---------- | ------------ |
| Eslovaquia | 3       | 3       | 0        | 3      | 7-2            | 16-4       | 105-68       |
| Japón      | 3       | 2       | 1        | 2      | 6-3            | 13-7       | 104-79       |
| Francia    | 3       | 1       | 2        | 1      | 5-4            | 10-10      | 89-80        |
| Egipto     | 3       | 0       | 3        | 0      | 0-9            | 0-18       | 39-110       |

### Grupo D
| País      | Jugados | Ganados | Perdidos | Puntos | Partidos (G-P) | Sets (G-P) | Juegos (G-P) |
| --------- | ------- | ------- | -------- | ------ | -------------- | ---------- | ------------ |
| Hungría   | 3       | 3       | 0        | 3      | 6-3            | 12-7       | 95-69        |
| Australia | 3       | 2       | 1        | 2      | 7-2            | 15-5       | 111-79       |
| México    | 3       | 1       | 2        | 1      | 4-5            | 9-11       | 83-91        |
| Ecuador   | 3       | 0       | 3        | 0      | 1-8            | 3-16       | 58-108       |

## Play-Off
|  | Semifinales    | Semifinales |   |       | Final          | Final |  |
|  |                |             |   |       |                |       |  |
|  |                |             |   |       |                |       |  |
|  | Estados Unidos | 3           |   |       |                |       |  |
|  | Rusia          | 0           |   |       |                |       |  |
|  |                |             |   |       |                |       |  |
|  |                |             |   |       |                |       |  |
|  |                |             |   |       | Estados Unidos | 3     |  |
|  |                | Eslovaquia  | 0 |       |                |       |  |
|  |                |             |   |       |                |       |  |
|  |                |             |   |       |                |       |  |
|  |                |             |   |       | Tercer lugar   |       |  |
|  |                |             |   |       |                |       |  |
|  | Eslovaquia     | 2           |   | Rusia | 1              |       |  |
|  | Hungría        | 1           |   |       | Hungría        | 2     |  |

## Puestos del 5 al 8
|  | 5° al 8°    | 5° al 8° |   |           | 5 y 6°      | 5 y 6° |  |
|  |             |          |   |           |             |        |  |
|  |             |          |   |           |             |        |  |
|  | Bielorrusia | 3        |   |           |             |        |  |
|  | Tailandia   | 0        |   |           |             |        |  |
|  |             |          |   |           |             |        |  |
|  |             |          |   |           |             |        |  |
|  |             |          |   |           | Bielorrusia | 1      |  |
|  |             | Japón    | 2 |           |             |        |  |
|  |             |          |   |           |             |        |  |
|  |             |          |   |           |             |        |  |
|  |             |          |   |           | 7 y 8°      |        |  |
|  |             |          |   |           |             |        |  |
|  | Japón       | 3        |   | Tailandia | 1           |        |  |
|  | Australia   | 0        |   |           | Australia   | 2      |  |

## Puestos del 9 al 12
|  | 9° al 12° | 9° al 12° |   |        | 9 y 10°  | 9 y 10° |  |
|  |           |           |   |        |          |         |  |
|  |           |           |   |        |          |         |  |
|  | Francia   | 2         |   |        |          |         |  |
|  | México    | 1         |   |        |          |         |  |
|  |           |           |   |        |          |         |  |
|  |           |           |   |        |          |         |  |
|  |           |           |   |        | Francia  | 2       |  |
|  |           | China     | 1 |        |          |         |  |
|  |           |           |   |        |          |         |  |
|  |           |           |   |        |          |         |  |
|  |           |           |   |        | 11 y 12° |         |  |
|  |           |           |   |        |          |         |  |
|  | China     | 3         |   | México | 2        |         |  |
|  | Paraguay  | 0         |   |        | Paraguay | 1       |  |

## Puestos del 13 al 16
|  | 13° al 16° | 13° al 16° |   |           | 13 y 14° | 13 y 14° |  |
|  |            |            |   |           |          |          |  |
|  |            |            |   |           |          |          |  |
|  | Perú       | 2          |   |           |          |          |  |
|  | Eslovenia  | 1          |   |           |          |          |  |
|  |            |            |   |           |          |          |  |
|  |            |            |   |           |          |          |  |
|  |            |            |   |           | Perú     | 3        |  |
|  |            | Ecuador    | 0 |           |          |          |  |
|  |            |            |   |           |          |          |  |
|  |            |            |   |           |          |          |  |
|  |            |            |   |           | 15 y 16° |          |  |
|  |            |            |   |           |          |          |  |
|  | Egipto     | 1          |   | Eslovenia | 2        |          |  |
|  | Ecuador    | 2          |   |           | Egipto   | 1        |  |

## Resultado final
| #                 | País           |
| ----------------- | -------------- |
| Medalla de oro    | Estados Unidos |
| Medalla de plata  | Eslovaquia     |
| Medalla de bronce | Hungría        |
| 4                 | Rusia          |
| 5                 | Japón          |
| 6                 | Bielorrusia    |
| 7                 | Australia      |
| 8                 | Tailandia      |
| 9                 | Francia        |
| 10                | China          |
| 11                | México         |
| 12                | Paraguay       |
| 13                | Perú           |
| 14                | Ecuador        |
| 15                | Eslovenia      |
| 16                | Egipto         |